# The (International) Noise Conspiracy
A The (International) Noise Conspiracy svéd rock/punk együttes volt. Umeå városában alakultak 1998-ban. Indie rockot, garázsrockot, punk rockot és garázs punkot játszottak. 2009-ben feloszlottak.

## Tagok
- Sara Almgren — ritmusgitár, billentyűk, orgona (1998–2004)
- Ludwig Dahlberg — dob, ütős hangszerek (1998–2009)
- Inge Johansson — basszusgitár, vokál (1998–2009)
- Dennis Lyxzén — ének, tamburin (1998–2009)
- Lars Strömberg — gitár, vokál (1998–2009)

## Diszkográfia
- The First Conspiracy (1999)
- Survival Sickness (2000)
- A New Morning, Changing Weather (2001)
- Armed Love (2005)
- The Cross of My Calling (2008)